# Випробування на тривалу міцність
Випро́бування на трива́лу мі́цність (англ. long-term strength test; rupture strength test) — механічне випробування, яке полягає у доведенні зразка до руйнування під дією постійного розтягувального навантаження за сталої температури з метою визначення границі тривалої міцності.
На основі результатів випробувань визначають:
1. Границю тривалої міцності (англ. longtime strength limit) — напруження, розраховане по початковій площі перерізу зразка, за якого зразок досягає поділу на частини при даній температурі через обумовлений проміжок часу[3].
2. Час до руйнування при заданому напруженні.

## Зразки для випробувань та випробувальне устаткування
Випробуванням на тривалу міцність піддають:
- циліндричні зразки діаметром 5 мм і початковою розрахунковою довжиною 25 мм, зразки діаметром 7 мм з розрахунковою довжиною 70 мм та зразки діаметром 10 мм із розрахунковою довжиною 50 або 100 мм, і шорсткістю поверхні Ra0,63;
- плоскі зразки, товщина яких визначається товщиною прокату, а розрахункова довжина залежно від площі F0 поперечного перерізу визначається за формулою {\displaystyle l_{0}=5,65{\sqrt {F_{0}}}} а шорсткість — Ra1,25…2,5.

Технічні вимоги до машин для випробувань металів на тривалу міцність повинні відповідати ГОСТ 15533-80.
Випробувальні машини мають забезпечувати:
- співвісність прикладання навантаження до зразка;
- автоматичне підтримання заданого навантаження;
- автоматичне підтримання температури;
- автоматичну реєстрацію температури або автоматичну реєстрацію відхилень від встановленої температури протягом усього випробування.

## Проведення випробувань
База випробування призначається виходячи з терміну служби деталі і може становити від декількох годин до декількох років. Метали авіаційних двигунів і конструкцій зазвичай піддаються короткочасним випробуванням на базі 100—200 годин. Границя тривалої міцності на базі 100 годин позначається σ100. Позначення {\displaystyle \sigma _{10^{5}}^{300}=250} МПа, вказує, що границя тривалої міцності за 300 °C і тривалості випробувань 105 годин становить 250 МПа. Чим менше механічне напруження в матеріалі, тим більший час до руйнування зразка. Із збільшенням температури чи бази випробування границя тривалої міцності зменшується.
Випробування на тривалу міцність полягають в тому, що зразки піддають різним напруженням при певній температурі і встановлюють час до їх руйнування. Зразок, встановлений у захватах випробувальної машини та розташований у печі, нагрівають до заданої температури (тривалість нагрівання може бути до 8 год.) і витримують при заданій температурі не менше від 1 год. Для вимірювання температури на краях робочої частини зразка повинно бути не менше двох термопар. Після нагрівання до зразка плавно прикладають навантаження. Час до руйнування при заданій величині напруження, тобто навантаження, віднесеного до початкової площі поперечного перерізу зразка, є основним результатом випробування. Кількість рівнів навантажень повинна бути не меншою від трьох
Результат представляють у вигляді графіка. Маючи криву тривалої міцності матеріалу, можна визначити напруження руйнування за заданим терміном служби деталі при цій температурі. І навпаки, по заданому напруженню можна визначити час до руйнування.

## Результати випробувань
Результати випробувань подають у вигляді залежності часу до руйнування tp від прикладених напружень. Для побудови такої залежності, для кожного рівня напруження визначають час до зруйнування.
Залежність між σ і tp добре описує рівняння виду
{\displaystyle t_{p}=A\sigma ^{-b},}
де A і b — сталі матеріалу, що залежать від температури. У логарифмічних координатах ця залежність описується прямими лініями, що дає змогу результати σ — tp екстраполювати на триваліший час навантажень. Зразки зазвичай випробовують на базі 50, 100, 500, 1000, 3000, 5000 і 10 000 год. Проте для деяких сплавів з метастабільною структурою за високих температур спостерігається злам згаданих лінійних залежностей, обумовлений зміною механізму руйнування — відбувається перехід від в'язкого внутрізеренного до крихкого міжзеренного руйнування.
Запас довговічності за напруженнями σ визначають як:
nд = tp / t .
Запас міцності за напруженнями для часу tp:
nч = σp / σ ,
де σp — руйнівні напруження для часу tp.
Допустимі напруження встановлюють на основі границі тривалої міцності і границі повзучості введенням необхідних коефіцієнтів запасів міцності.